# طرح پژوهش

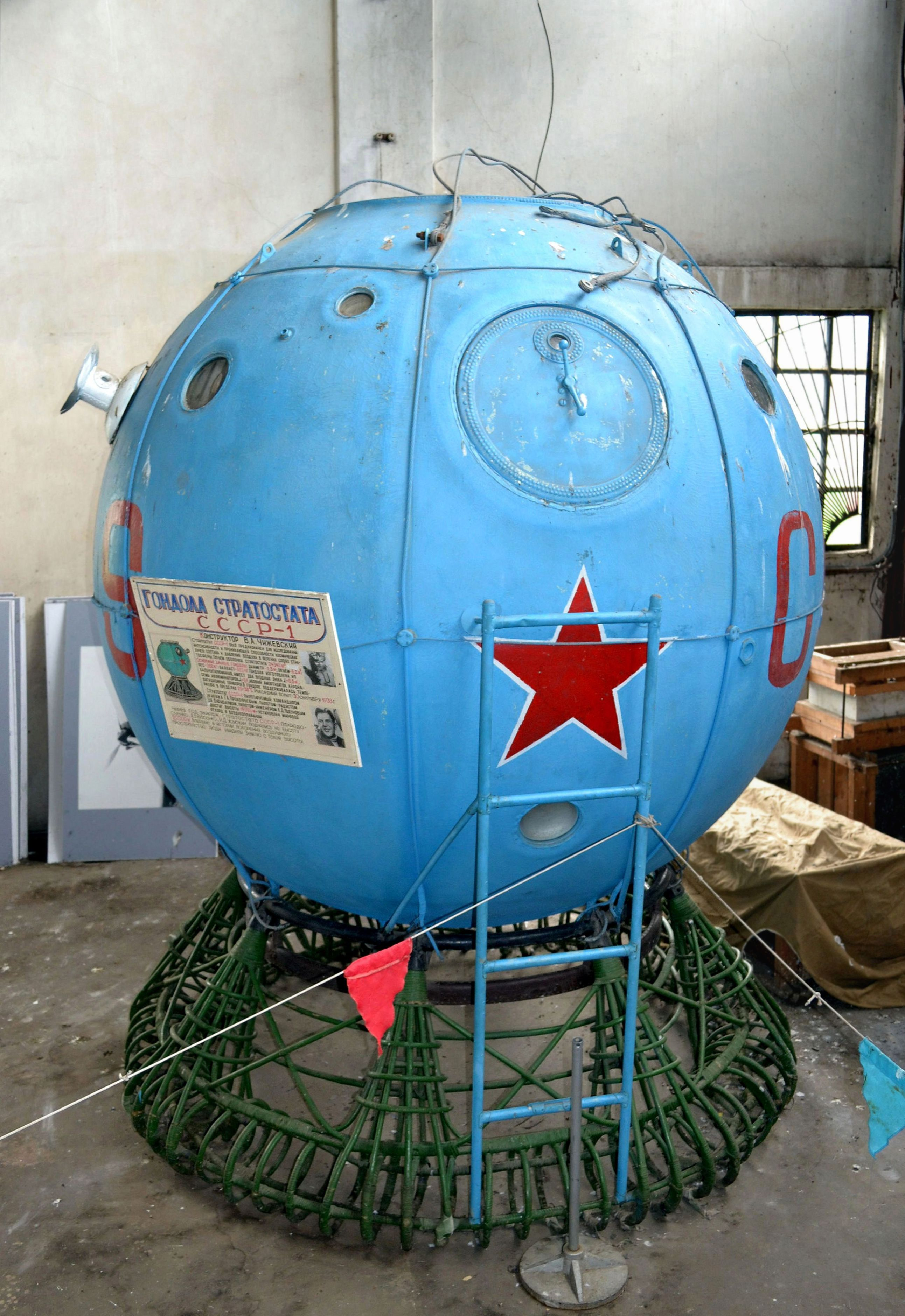
طرحی از پژوهش نجومی(فضاپیما)

طرح پژوهش (به انگلیسی: Research design) به راهبرد کلی مورد استفاده برای انجام پژوهش اشاره دارد. یک برنامه موجز و منطقی را برای پاسخگویی به پرسش (های) پژوهشی از طریق گردآوری، تفسیر، تجزیه و تحلیل و بحث در مورد داده‌ها تعریف می‌کند. روش‌شناسی و روش‌های گنجانده شده در طراحی یک مطالعه پژوهشی به دیدگاه پژوهشگر در مورد باورهای او به ماهیت دانش (به معرفت‌شناسی) و واقعیت (نگاه کنید به هستی‌شناسی) بستگی دارد و اغلب توسط رشته یا حوزه‌هایی شکل می‌گیرد که پژوهشگر به آن تعلق دارد. طراحی یک مطالعه، نوع مطالعه (توصیفی، همبستگی، نیمه تجربی، تجربی، پیشینه پژوهش، فراتحلیلی) و فرعی (مثلاً، توصیفی-طولی مطالعه موردی)، پرسش پژوهش، فرضیه‌ها، متغیرهای مستقل و وابسته، طرح آزمایش و در صورت لزوم، روش‌های گردآوری داده‌ها و طرح تجزیه و تحلیل آماری را مشخص می‌کند. طرح پژوهش چارچوبی برای یافتن پاسخ پرسش‌های پژوهشی است.

## انواع طرح
شیوه‌های بسیاری برای طبقه‌بندی طرح‌های پژوهشی وجود دارد. با این وجود، فهرست زیر شماری از تمایزهای مفید بین طرح‌های پژوهشی را ارائه می‌دهد.
طرح پژوهشی ترتیبی از شرایط یا مجموعه است.
- توصیفی (به عنوان مثال، مطالعه موردی، مشاهده طبیعی، نظرسنجی، روش‌های آمارگیری)
- همبستگی (به عنوان مثال، مطالعه موردشاهدی، مطالعه مشاهده‌ای)
- تجربی (به عنوان مثال، آزمایش میدانی، آزمایش کنترل‌شده، شبه آزمایش)
- پیشینه پژوهش (بررسی ادبیات، مرور سیستماتیک)
- فراتحلیلی

گاهی بین طرح‌های «ثابت» و «انعطاف‌پذیر» تفاوت قایل می‌شوند. در برخی موارد، این انواع به ترتیب با طرح‌های پژوهشی کمّی و کیفی منطبق است. اگرچه لازم نیست این مورد باشد. در طرح‌های ثابت، طراحی مطالعه پیش از انجام مرحله اصلی گردآوری داده‌ها ثابت می‌شود. طرح‌های ثابت معمولاً نظریه‌محور هستند. در غیر این صورت، نمی‌توان از پیش دانست که کدام متغیرها باید کنترل و اندازه‌گیری شوند. اغلب، این متغیرها به صورت کمّی اندازه‌گیری می‌شوند. طرح‌های انعطاف‌پذیر باعث آزادی بیشتر پژوهشگر در طول فرایند گردآوری داده‌ها می‌شوند. یکی از دلایل استفاده از طرح پژوهش انعطاف‌پذیر می‌تواند این باشد که متغیر مورد علاقه مانند فرهنگ از نظر کمّی قابل اندازه‌گیری نیست. در موارد دیگر، ممکن است این نظریه پیش از شروع پژوهش در دسترس نباشد.

### گروه‌بندی
انتخاب نحوه گروه‌بندی شرکت‌کنندگان به فرضیه پژوهش و نحوه نمونه‌گیری بستگی دارد. در یک مطالعه تجربی معمولی، حداقل یک وضعیت تجربی (به عنوان مثال، درمان) و یک وضعیت شاهد (بدون درمان) وجود خواهد داشت ولی روش مناسب گروه‌بندی ممکن است به عواملی مانند مدت زمان مرحله اندازه‌گیری، ویژگی‌های پاسخگویان، هزینه پژوهش، مجری طرح، پرسشگران، حجم نمونه و… بستگی داشته باشد:
- مطالعه هم‌گروهی
- مطالعه مقطعی
- مطالعه متقابل
- مطالعه طولی

## پژوهش تأییدی در برابر پژوهش اکتشافی
- پژوهش تأییدی فرضیه‌های «پیشینی» را آزمایش می‌کند - پیش‌بینی‌های نتیجه‌ای که پیش از شروع مرحله اندازه‌گیری انجام می‌شوند. چنین فرضیه‌های «پیشینی» معمولاً از یک نظریه یا نتایج مطالعات پیشین به دست می‌آیند. مزیت پژوهش تأییدی این است که نتیجه معنادارتر است، به این معنا که ادعای اینکه یک نتیجه خاص فراتر از مجموعه داده قابل تعمیم است، بسیار دشوارتر است. دلیل این امر این است که در پژوهش‌های تأییدی، فرد به‌طور ایده‌آل تلاش می‌کند تا احتمال گزارش نادرست یک نتیجه تصادفی را به عنوان معنادار کاهش دهد. این احتمال به عنوان سطح α یا احتمال خطای نوع اول شناخته می‌شود.
- پژوهش کتشافی با بررسی مجموعه داده‌ها و جستجوی روابط بالقوه بین متغیرها به دنبال ایجاد فرضیه‌های «پسینی» است.

همچنین می‌توان در مورد رابطه بین متغیرها ایده داشت ولی از جهت و قدرت رابطه آگاهی نداشت. اگر پژوهشگر از پیش فرضیه خاصی نداشته باشد، مطالعه با توجه به متغیرهای مورد نظر اکتشافی است. (البته ممکن است برای دیگران تأییدی باشد)
مزیت پژوهش‌های اکتشافی این است که به سبب نبود محدودیت‌های روش‌شناختی سختگیرانه، دستیابی به اکتشافات جدید آسان‌تر است. در اینجا، پژوهشگر نمی‌خواهد یک رابطه بالقوه جالب را از دست بدهد و بنابراین قصد دارد احتمال رد یک اثر یا رابطه «واقعی» را به حداقل برساند. این احتمال به عنوان  سطح β یا احتمال خطای نوع دوم نامیده می‌شود. به عبارت دیگر، اگر نوشته صرفاً بخواهد بداند آیا برخی از متغیرهای اندازه‌گیری شده می‌توانند مرتبط باشند یا خیر، می‌خواهد با کاهش آستانه چیزی که «معنادار» تلقی می‌شود، شانس یافتن یک نتیجه قابل توجه را افزایش دهد.
گاهی یک پژوهشگر ممکن است پژوهش‌های اکتشافی انجام دهد ولی آن را به گونه‌ای گزارش کند که گویی پژوهش تأییدی بوده‌است («فرضی‌سازی پس از شناخته شدن نتایج»، هارکینگ فرضیه‌های پیشنهادی داده‌ها را ببینید). این نوعی عملکرد تحقیق مشکوک در مرز تقلب است.

## مسایل وضعیت در برابر مسایل فرایند
می‌توان بین مسایل وضعیت و مسایل فرایند تمایز قایل شد.
- هدف مسایل وضعیت پاسخگویی به وضع یک پدیده در یک زمان معین است در حالی که مسایل فرایند با تغییر پدیده‌ها در طول زمان سروکار دارند.
- نمونه‌هایی از مسایل وضعیت: سطح مهارت‌های ریاضی کودکان شانزده ساله، مهارت‌های رایانه‌ای سالمندان، سطح افسردگی یک فرد و غیره. نمونه‌هایی از مشکلات فرایند: رشد مهارت‌های ریاضی از بلوغ تا بزرگسالی، تغییر در مهارت‌های رایانه‌ای با افزایش سن و چگونه علایم افسردگی در طول درمان تغییر می‌کند.
- اندازه‌گیری مسایل وضعیت آسان‌تر از مسایل فرایند است. مسایل وضعیت فقط به یک اندازه‌گیری از پدیده‌های مورد علاقه نیاز دارند در حالی که مسایل فرایند همیشه به اندازه‌گیری‌های متعدد نیاز دارند.
- طرح‌های پژوهشی مانند اندازه‌گیری مکرر و مطالعه طولی برای رسیدگی به مسایل فرایند مورد نیاز است.

## نمونه‌هایی از طرح‌های ثابت

### طرح‌های پژوهش‌های تجربی
در یک طرح آزمایشی، پژوهشگر فعالانه تلاش می‌کند تا موقعیت، شرایط یا تجربه شرکت کنندگان را تغییر دهد (دستکاری) که ممکن است منجر به تغییر در رفتار یا نتایج برای شرکت کنندگان در مطالعه شود. پژوهش به‌طور تصادفی شرکت‌کنندگان را به شرایط مختلف اختصاص می‌دهد، متغیرهای مورد علاقه را اندازه‌گیری و سعی می‌کند متغیرهای اختلاط را کنترل کند؛ بنابراین، آزمایش‌ها اغلب حتی پیش از شروع گردآوری داده‌ها به شدت ثابت می‌شوند.
در یک طرح آزمایشی خوب، چند چیز اهمیت بسیاری دارند:
- پیش از هر چیز، لازم است بهترین راه برای عملیاتی سازی متغیرهایی اندیشیده شود که اندازه‌گیری می‌شوند و همچنین اینکه کدام روش‌های آماری برای پاسخ به پرسش پژوهشی مناسب‌تر هستند؛ بنابراین، پژوهشگر باید انتظارات از مطالعه و همچنین چگونگی تجزیه و تحلیل نتایج بالقوه را در نظر بگیرد.
- در نهایت، در یک طرح آزمایشی، پژوهشگر باید به محدودیت‌های عملی از جمله در دسترس بودن شرکت‌کنندگان و همچنین میزان نمایندگی شرکت‌کنندگان برای جامعه هدف فکر کند.

توجه به هر یک از این عوامل پیش از شروع آزمایش مهم است.
- بعلاوه، بسیاری از پژوهشگران پیش از انجام آزمایش از تجزیه و تحلیل توان استفاده می‌کنند تا تعیین کنند که نمونه باید چقدر بزرگ باشد تا اثری از یک اندازه معین با یک طرح معین در احتمال مورد نظر برای ایجاد خطای نوع اول و دوم پیدا کند..

پژوهشگر این مزیت را دارد که منابع را در طرح‌های پژوهشی تجربی به حداقل برساند.

## نمونه‌هایی از طرح‌های پژوهشی انعطاف‌پذیر

### مطالعه موردی
مطالعه موردی به عنوان مثال توصیفاتی در مورد بیماران فروید است که به‌طور کامل مورد تجزیه و تحلیل و توصیف قرار گرفت.
بل (۱۹۹۹) بیان می کند: رویکرد مطالعه موردی به ویژه برای پژوهشگران فردی مناسب است زیرا فرصتی را برای یک جنبه از یک مساله می دهد تا در یک مقیاس زمانی محدود مورد مطالعه عمیق قرار گیرد.

### مطالعه قوم‌نگاری
پژوهش قوم‌نگاری با یک گروه، سازمان، فرهنگ یا جامعه سروکار دارد. به‌طور معمول، قوم‌نگار زمان بسیاری را با گروه به اشتراک می‌گذارد.

### مطالعه نظریه زمینه‌ای
نظریه زمینه‌ای پژوهش یک فرایند پژوهش‌های سیستماتیک است که برای توسعه «یک فرایند، و اقدام یا تعامل در یک موضوع اساسی» کار می‌کند.